# Chai Prakan (huyện)
Chai Prakan (tiếng Thái: ไชยปราการ) là một huyện (amphoe) ở phía bắc của tỉnh Chiang Mai  phía bắc Thái Lan.

## Địa lý
Các huyện giáp ranh (từ phía nam theo chiều kim đồng hồ) là Phrao, Chiang Dao, Fang của tỉnh Chiang Mai và Mae Suai của tỉnh Chiang Rai.

## Lịch sử
Tiểu huyện (King Amphoe) Chai Prakan đã được thành lập ngày 1 tháng 1 năm 1988, when four tambon được tách khỏi Fang. Đơn vị này đã được nâng thành huyện ngày 4 tháng 7 năm 1994.

## Hành chính
Huyện này được chia thành 4 phó huyện (tambon), các đơn vị này lại được chia thành 43 làng (muban). Chai Prakan là một thị trấn (thesaban tambon) nằm trên một phần của tambon Pong Tam, Si Dong Yen và Nong Bua. Ngoài ra có 3 Tổ chức hành chính tambon (TAO).
| Số TT | Tên         | Tên tiếng Thái | Số làng | Dân số |  |
| ----- | ----------- | -------------- | ------- | ------ |  |
| 1.    | Pong Tam    | ปงตำ           | 8       | 8.267  |  |
| 2.    | Si Dong Yen | ศรีดงเย็น        | 18      | 15.842 |  |
| 3.    | Mae Thalop  | แม่ทะลบ         | 6       | 7.415  |  |
| 4.    | Nong Bua    | หนองบัว         | 11      | 16.374 |  |